# 安井章泰
安井 章泰（やすい あきひろ、1977年10月2日 - ）は、日本の元短距離走選手。

## 経歴
滋賀県出身。滋賀県立八幡高等学校、龍谷大学卒業。その後、スズキ陸上競技部に所属した。
その後は指導者となり、滋賀県の近江兄弟社高等学校の陸上部顧問、滋賀陸協の短距離コーチを務めた。2024年4月1日よりびわこ成蹊スポーツ大学の陸上競技部の短距離コーチに就任した。

## 自己ベスト
| 種目  | タイム           | 大会       | 開催地 | 日付          | 備考       |
| ----- | ---------------- | ---------- | ------ | ------------- | ---------- |
| 100 m | 10.21 (+2.0 m/s) | 滋賀選手権 | 大津市 | 2000年6月24日 |            |
| 100 m | 10.20 (+4.3 m/s) |            | 静岡県 | 2000年5月3日  | 追い風参考 |
| 200 m | 20.39            |            |        |               |            |

## 国際大会結果
| 年       | 大会             | 開催地                         | 順位             | 種目          | タイム                 |
| 日本代表 | 日本代表         | 日本代表                       | 日本代表         | 日本代表      | 日本代表               |
| -------- | ---------------- | ------------------------------ | ---------------- | ------------- | ---------------------- |
| 1999     | ユニバーシアード | スペイン、パルマ・デ・マヨルカ | 18位（準々決勝） | 100 m         | 10.57 (風速: 0.0 m/s)  |
| 1999     | ユニバーシアード | スペイン、パルマ・デ・マヨルカ | 5位              | 4×100 mリレー | 39.37 （第2走者）      |
| 2000     | アジア選手権大会 | インドネシア、ジャカルタ       | 5位              | 100 m         | 10.43 (風速: +0.2 m/s) |
| 2000     | アジア選手権大会 | インドネシア、ジャカルタ       | 2位              | 4×100 mリレー | 39.18 （第2走者）      |
| 2001     | 東アジア競技大会 | 日本、大阪市                   | 1位              | 4×100 mリレー | 38.93 （第2走者） GR   |
| 2001     | 世界選手権大会   | カナダ、エドモントン           | 36位（予選）     | 00 m          | 10.51 (風速: +0.7 m/s) |